# Argentobaumhauerita
L'argentobaumhauerita és un mineral de la classe dels sulfurs, que pertany al grup de la sartorita. Originalment era coneguda amb el nom de baumhauerita-2a degut a la seva similaritat amb la baumhauerita.

## Característiques
L'argentobaumhauerita és una sulfosal de fórmula química Pb₁₁Ag(As‚Sb)₁₈S₃₆. Cristal·litza en el sistema monoclínic fent intercreixements amb la baumhauerita. La seva duresa a l'escala de Mohs és 3.
Segons la classificació de Nickel-Strunz, l'argentobaumhauerita pertany a «02.HC: Sulfosals de l'arquetip SnS, amb només Pb» juntament amb els següents minerals: baumhauerita, chabourneïta, dufrenoysita, guettardita, liveingita, parapierrotita, pierrotita, rathita, sartorita, twinnita, veenita, marumoïta, dalnegroïta, fülöppita, heteromorfita, plagionita, rayita, semseyita, boulangerita, falkmanita, plumosita, robinsonita, moëloïta, dadsonita, owyheeïta, zoubekita i parasterryita.

## Formació i jaciments
L'argentobaumhauerita es troba en dolomites, com és el cas de la pedrera Lengenbach, Fäld, a la comuna de Binn (Valais, Suïssa), on va ser descoberta. També se n'ha trobat a la mina Quiruvilca, la província de Santiago de Chuco (Perú). Sol trobar-se associada a altres minerals com: baumhauerita, altres sulfarsenats de plom, realgar, pirita i dolomita.